# Notausgang (Erzählung)
Notausgang (russisch Запасный выход Sapasny wychod) ist eine Erzählung des russischen Schriftstellers Lasar Karelin, die 1990 in der Nr. 140 der sowjetischen Parteizeitung Prawda erschien.

## Inhalt
Der promovierte Geologe Dmitri Stepanowitsch, „ein einfacher Mann, keine leitende Person“, wird telefonisch zu seinem hohen Chef Pawel Petrowitsch gerufen. Dima, wie der untere Angestellte von seinem befreundeten Chef gerufen wird, eilt hin und rätselt mit der Sekretärin Jelena Sergejewna, genannt Lena oder auch Lenok, über den Grund. Dima fürchtet, er gehört zu den dreißig Prozent, die entlassen werden. Lena merkt an, der Bursche, wie der Chef von den Untergebenen geschimpft wird, habe auch Angst. Dima winkt ab. Der Bursche habe bisher immer einen Notausgang gefunden.
So wird es auch diesmal werden. Der Bursche will seinen Untergebenen zum „Volksdeputierten des Obersten Sowjets der Republik“  machen beziehungsweise durch das neuerdings wählerisch gewordene Volk wählen lassen – allerdings unter einer Prämisse: An die Macht gekommen, darf Dima den Burschen nicht fallenlassen. Der Bursche duldet keine Widerrede; kann er auch gar nicht, denn sein Stern sinkt; wird in Bälde für immer untergehen.
Dima sträubt sich weiter. Das Sträuben stehe dem Kandidaten nicht schlecht zu Gesicht, kommentiert der Bursche. Doch so ein erfolgreicher, noch nicht alter Geologe, der dem Land durch Taten Nutzen brachte, könne sich, einmal als Deputierter nominiert, der Wahl in den Volksdeputiertenkongress nicht entziehen.
Dima muss anerkennen, wieder einmal hat der Bursche den Notausgang gefunden. Dima darf gehen. Lasar Karelin schreibt: „Er ging hinaus in den Korridor und schleppte den grauen Himmel hinter sich her, der naß und kalt war.“

## Form
Anno 1990 lassen sich die russischen Bürokraten nicht so einfach abservieren, solange es solche servilen Untergebenen wie Dima gibt. Schon in der Begrüßungsszene zwischen dem Burschen und seinem Freund Dima wird dieses Verhältnis des Chefs zum Untergebenen deutlich. Und als Dima endlich nicht mehr widerspricht, gibt der Bursche die Richtung vor und befiehlt: „Geh jetzt!“

## Deutschsprachige Ausgaben
- Lasar Karelin: Notausgang, Übersetzerin Anne Kießl, S. 212–234 in: Russische Erzählungen der Gegenwart. Herausgegeben von Bodo Zelinsky, Reclam, Stuttgart 1992, RUB 8829. ISBN 3-15-008829-1 (verwendete Ausgabe)